# John B. Floyd

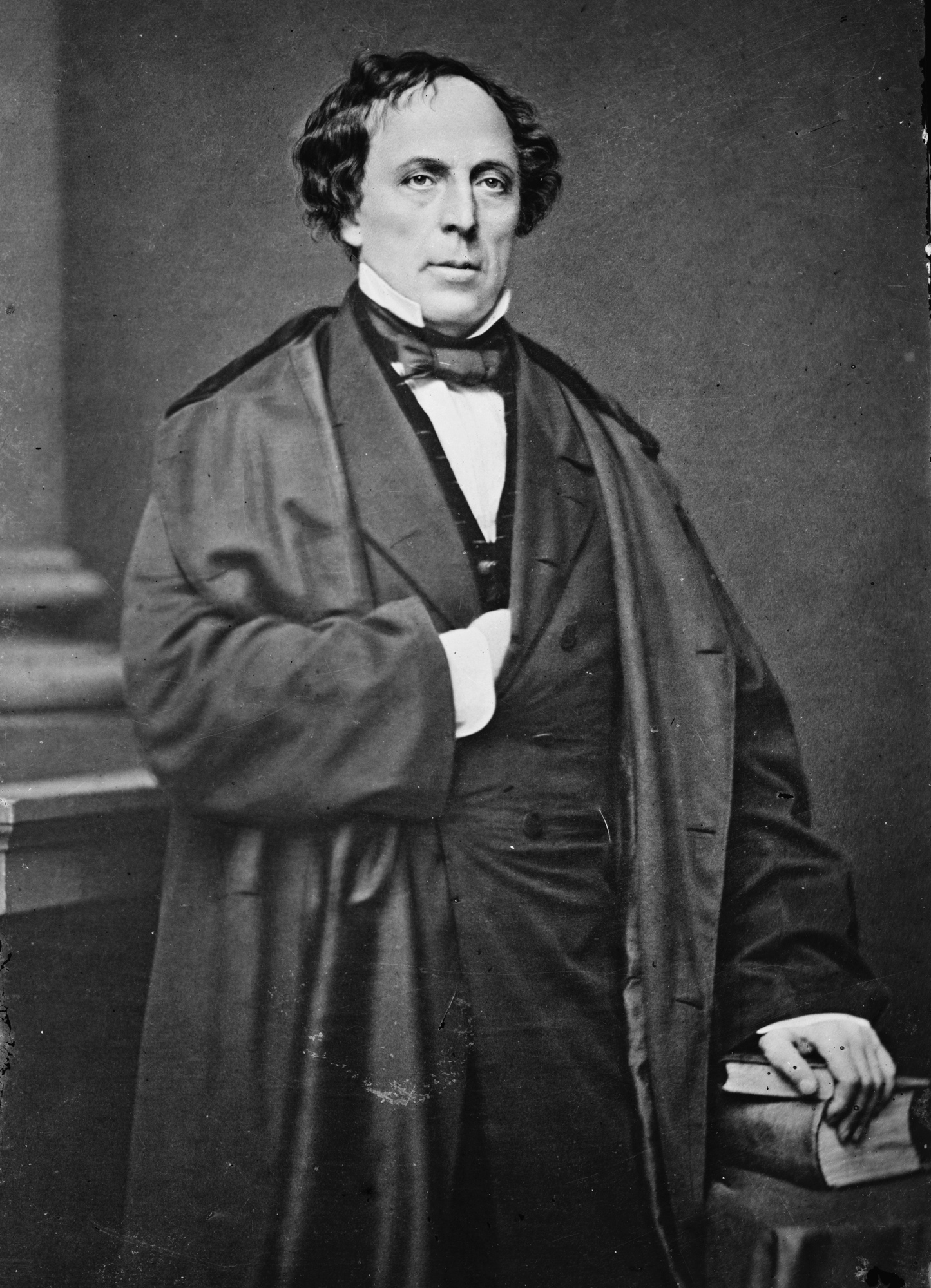
John Buchanan Floyd

John Buchanan Floyd (1 de junho de 1806 — 26 de agosto de 1863) foi um político estadunidense.
Foi governador do estado da Virgínia (de 1849 a 1852), Secretário da Guerra dos Estados Unidos (de 1857 a 1860) e general do exército confederado que perdeu a importante batalha do Forte Donelson durante a guerra civil dos Estados Unidos.